# Kéry Anikó
Kéry Anikó (Budapest, 1956. március 31.) magyar tornásznő, artista.

## Élete
Egyesülete a Központi Sport- és Ifjúsági Egyesület (KSI) volt. Aktív pályafutását befejezve, férjével Kapros Attilával sokat éltek külföldön, több országban dolgoztak artistaként. Lányuk Kapros Anikó korábbi teniszezőnő.
A Német Szövetségi Köztársaságban, Münchenben rendezett XX., az 1972. évi nyári olimpiai játékokon a bronzérmes olimpiai tornászcsapat tagja (Békési Ilona, Császár Mónika, Kelemen Márta, Kéry Anikó, Medveczky Krisztina,  Nagy Zsuzsanna).